# 叶夫拉舍沃
叶夫拉舍沃（羅馬化：Yevlashevo）是俄罗斯奔萨州的市级镇，属库兹涅茨克区，是该区人口最多的市级镇。地处奔萨州东部边境，位于伏尔加河流域苏拉河一支流特鲁约夫河（Труёв）畔，在区行政中心库兹涅茨克及州府奔萨东方，靠近该州与乌里扬诺夫斯克州的州界。
镇内设有同名铁路车站。M5公路（乌拉尔公路）经过该镇。
该地2022年人口有4,739人；2010年人口5,016；2002年人口4,648；1989年人口4,691。